# Erica thodei
Erica thodei är en ljungväxtart som beskrevs av Guthrie och Bolus. Erica thodei ingår i släktet klockljungssläktet, och familjen ljungväxter. Inga underarter finns listade i Catalogue of Life.